# Bolesław Kominek
Pour les articles homonymes, voir Kominek.
Bolesław Kominek (né le 23 décembre 1903 à Radlin II, en Pologne et mort le 10 mars 1974 à Wrocław) est un cardinal polonais, archevêque de Wrocław de 1972 à sa mort.

## Biographie
Bolesław Kominek est ordonné prêtre le 11 septembre 1927 pour le diocèse de Katowice.
Nommé évêque auxiliaire de Wrocław, avec le titre d'évêque in partibus de Sophène (de) le 26 avril 1951, il est consacré le 10 octobre suivant. Il est nommé évêque in partibus de Vaga (de) le 1er décembre 1956. Le 19 mars 1962, il est élevé au rang d'archevêque in partibus d'Euchaitae (de). Il devient archevêque de Wrocław le 28 juin 1972.
Il est créé cardinal par le pape Paul VI lors du consistoire du 5 mars 1973, avec le titre de cardinal-prêtre de S. Croce in via Flaminia. Il meurt un an plus tard, le 10 mars 1974 à l'âge de 70 ans.

## Succession apostolique
Bolesław Kominek a ordonné les évêques suivants :
- Évêque Paweł Latusek (pl) (1962)